# James McHenry (politico)
James McHenry (Ballymena, 16 novembre 1753 – Baltimora, 3 maggio 1816) è stato un politico e statistico statunitense di origine irlandese.

## Biografia
Fu il terzo segretario americano alla guerra durante la presidenza di George Washington prima e l presidenza di John Adams poi.
Nato a Ballymena, città a sovranità britannica nell'isola d'Irlanda, studiò a Dublino prima di partire per gli Stati Uniti a 17 anni.
Raggiunse Filadelfia, diventò medico studiando con Benjamin Rush e servì la patria nella Guerra d'indipendenza americana.
Fu uno dei 3 medici insieme Hugh Williamson e James McClurg ad avere una certa importanza durante la realizzazione della costituzione degli Stati Uniti. Sposò Peggy Caldwell.